# Neneo Ruca
Neneo Ruca es un paraje del Departamento Pilcaniyeu, en la provincia de Río Negro, Argentina. El origen de esta localidad está dado por la estación de ferrocarril del mismo nombre. Está ubicada en la posición geográfica 41°07′00″S 70°26′00″O / -41.11667, -70.43333.

## Toponimia
El nombre de esta localidad tiene su origen en los vocablos tehuelches: neneo = arbusto; rucá = casa.